# SC Cham
Der Sportclub Cham ist ein Fussballverein aus Cham im Kanton Zug. Der Verein spielt in der Promotion League, der dritthöchsten Schweizer Spielklasse.

## Geschichte
Der Verein wurde am 14. Juni 1910 als erster Fussballclub des Kantons Zug unter dem Namen 'Football-Club Cham' gegründet.
Die erste Mannschaft des Clubs spielte mehrere Jahrzehnte in den regionalen Ligen, bis in der Saison 1998/99 nach erfolgreichen Aufstiegsspielen gegen Blue Stars Zürich der erstmalige Aufstieg in die 1. Liga gelang. Dem direkten Wiederabstieg in die damals neu gegründete 2. Liga interregional folgte in der Saison 2002/03 der zweite Aufstieg in die 1. Liga.
In der Saison 2006/07 glückte dem Fanionteam als Viertplatzierter der Gruppe 2 der Sprung in die Aufstiegsrunde, in welcher es sich gegen Étoile Carouge und den FC Biel-Bienne durchsetzen konnte und erstmals in die zweitklassige Challenge League aufsteigen konnte, aus der jedoch der sofortige Wiederabstieg erfolgte.
In der Saison 2014/15 gelang es als 1. Liga-Meister in die Promotion League aufzusteigen.

## Stadion
Das Stadion des SC Cham heisst 'Eizmoos' und hat eine Kapazität von 1'800 Zuschauern, die im Cup-Spiel gegen den FC Aarau 2006 erreicht wurde. Das Eizmoos umfasst sechs Rasenplätze und einen Sandplatz. Dieser wurde in der Saison 2010/2011 durch einen Kunstrasenplatz abgelöst und auch die gesamte Vereinsinfrastruktur wurde erweitert. Ein zusätzliches Garderobengebäude wurde errichtet, dazu entstand eine gedeckte Tribüne. Ebenfalls wurde die gesamte Umgebung des Spielfelds neu gestaltet, sodass der Verein in Zukunft der steigenden Kapazitätsnachfrage gerecht werden kann.
Da das Hauptspielfeld im Eizmoos den Infrastrukturauflagen der Challenge League nicht genügte, trug der Verein die Heimspiele der Challenge-League-Saison im Zuger Stadion Herti Allmend mit 4'900 Plätzen aus.

## Ehemalige Spieler und Trainer
Ehemalige Spieler und Trainer sind in der Kategorie:Person (SC Cham) zu finden.